# Gare de Fauquez
La gare de Fauquez est une gare ferroviaire belge désormais disparue de la ligne 106, de Lembeek à Écaussinnes, située dans le hameau de Fauquez sur le territoire de la commune d'Ittre, en Région wallonne dans la province du Brabant wallon.
Elle est mise en service en 1891 par les Chemins de fer de l'État belge et ferme en 1984.

## Situation ferroviaire
La gare de Fauquez se trouvait au point kilométrique (PK) de la ligne 106, de Lembeek à Écaussinnes, via Clabecq entre les gares de Virginal et Ronquières.

## Histoire
Le point d'arrêt de Fauquez entre en service le 3 janvier 1891 pour desservir les verreries de Fauquez ; il est d'abord géré depuis la gare de Virginal puis depuis celui de Ronquières avant de devenir une halte à part entière en 1911.
Faisant face à une place bordant les usines désormais démolies, il possède un bâtiment en briques à la structure en poutres métalliques qui sera rasé en 1982.
Le 3 juin 1984, la SNCB mit fin à la desserte voyageurs de la ligne 106. Elle fait démonter les voies en 1989